# Monor
Monor (niem. Mindorf) – miasto w centralnej części Węgier, w komitacie Pest. Populacja wynosi 18 465 osób (styczeń 2011).
W miejscowości znajduje się stacja kolejowa Monor.